# دايفيد كوبرفيلد (ساحر)
دايفيد كوبرفيلد (بالإنجليزية: David Copperfield)‏ 1956 م ساحر أمريكي وخبير في فن الوهم اسمه الحقيقي (ديفيد سيث) وقد اقتبس اسم شهرته من رواية تشارلز ديكنز الشهيرة، من أشهر عروضه إخفاء تمثال الحرية والعبور من خلال سور الصين العظيم وانشطاره إلى اثنين بواسطة منشار كهربائي ، يعتبر من أكثر اساتذه فن الوهم شهرة على مستوى العالم واستطاع تحقيق 12 رقم قياسي في موسوعة جينس للأرقام القياسية.

## بدايات
بدأ دافيد تطبيق السحر في سن الثانية عشرة ثم حمل لقب الساحر الأصغر من قبل الجمعية الأميركية للسحرة وفي السادسة عشرة قام بإعطاء محاضرة في السحر في جامعة نيويورك.

## روابط خارجية
- دايفيد كوبرفيلد على موقع IMDb (الإنجليزية)
- دايفيد كوبرفيلد على موقع الموسوعة البريطانية (الإنجليزية)
- دايفيد كوبرفيلد على موقع مونزينجر (الألمانية)
- دايفيد كوبرفيلد على موقع ألو سيني (الفرنسية)
- دايفيد كوبرفيلد على موقع ميوزك برينز (الإنجليزية)
- دايفيد كوبرفيلد على موقع أول موفي (الإنجليزية)
- دايفيد كوبرفيلد على موقع قاعدة بيانات برودواي على الإنترنت (الإنجليزية)
- دايفيد كوبرفيلد على موقع قاعدة بيانات برودواي على الإنترنت (الإنجليزية)
- دايفيد كوبرفيلد على موقع قاعدة بيانات الأفلام السويدية (السويدية)
- دايفيد كوبرفيلد على موقع إن إن دي بي (الإنجليزية)